# ワクサハチー (テキサス州)
ワクサハチー （英: Waxahachie）は、アメリカ合衆国テキサス州エリス郡の都市で、同郡の郡庁所在地。2020年時点での人口は41,140人。

## 語源

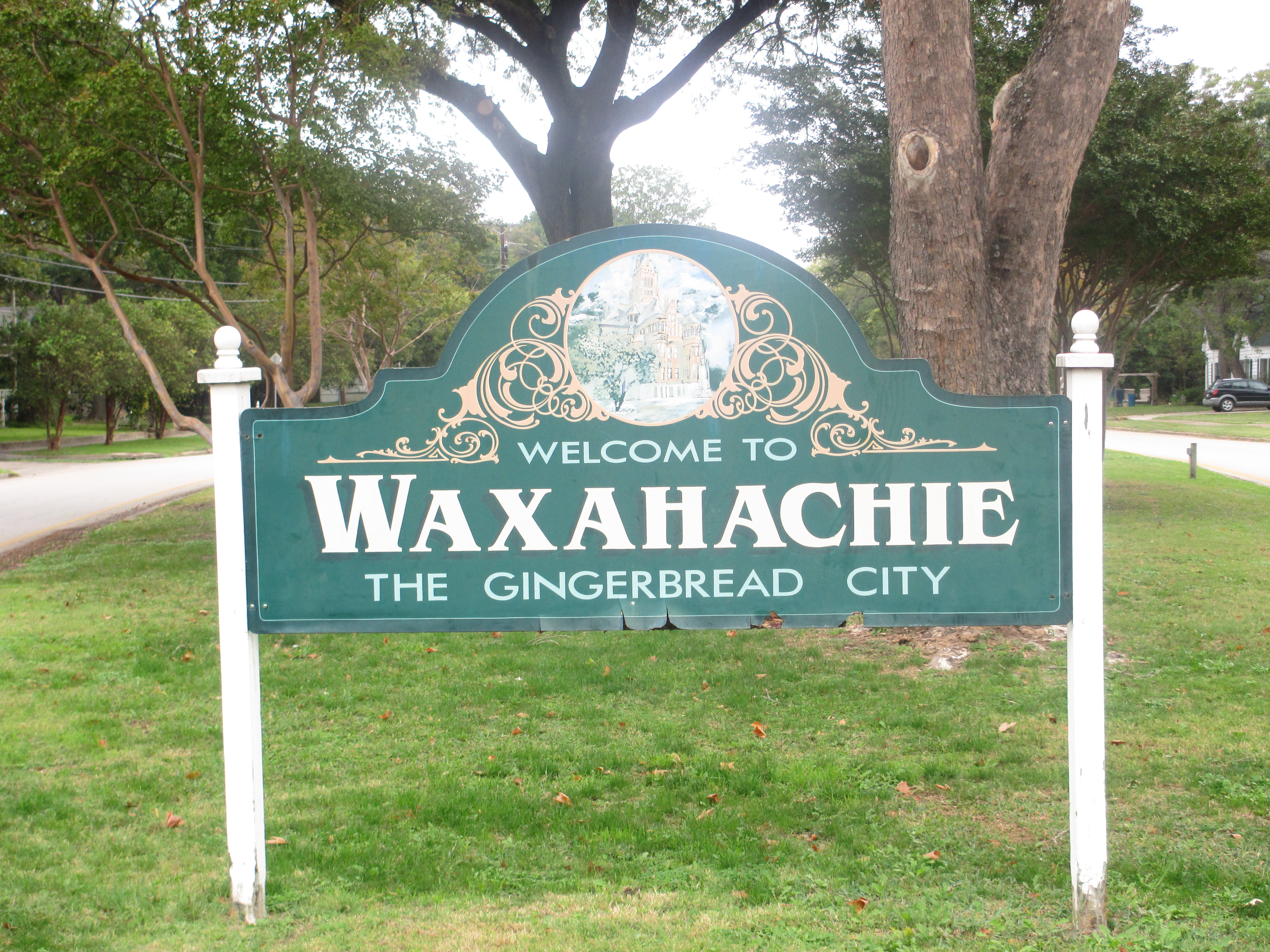
ウェルカムサイン

「ワクサハチー」は、ネイティブ・アメリカンの言葉で「牛」または「バッファロー」を意味するとされている。起源の1つとして考えられるのはアラバマ語であり、もともとはアラバマ州ワクサハッチー川周辺のアラバマ族によって話されていたが、1850年代にテキサス州東部に移った。アラバマ語では、waakasi hachi'は「子牛の尾」を意味する。なお、アラバマ語のwaakaはスペイン語のvaca（牛）からの借用語である。
現在のアラバマ州シェルビー付近を流れるワクサハッチー川も同じ語源であることを示唆している。テキサス州とオクラホマ州の多くの地名の起源はアメリカ南東部にあるが、これは主に南東部のさまざまな部族の強制移住によるものである。ワクサハッチー川を含むアラバマ州中部の地域は、何百年もの間、クリーク族のアッパー・タウンズの本拠地であった。したがって、"Waxahachie"はマスコギー語のwakv(スペイン語のvacaに由来し、「牛」を意味する) とhvcce(「川」または「小川」という意味) からなる複合語wakvhvceの英語化された発音である可能性がある。

## 歴史

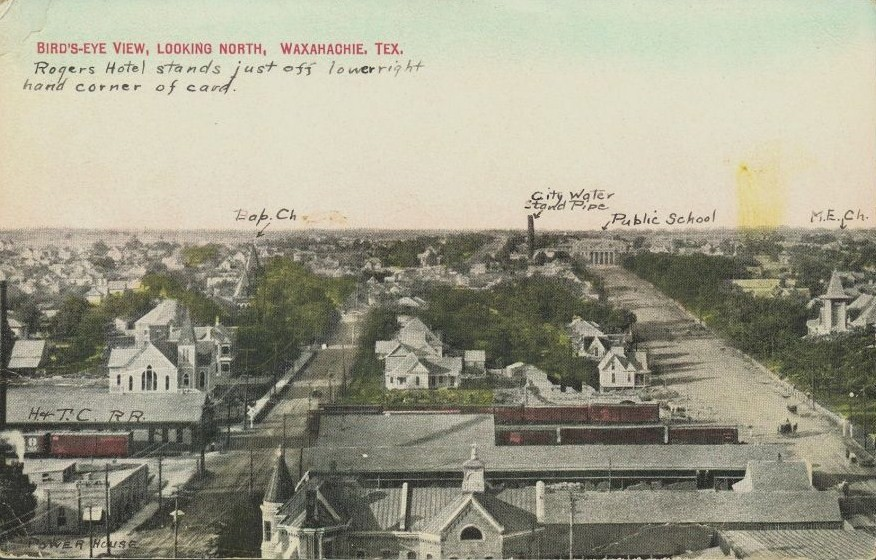
北方向を望む鳥観図（1908年頃）

ワクサハチーは、1839年にテキサス州に移住したアラバマ州ローレンス郡出身の初期入植者エモリー・W・ロジャースによって寄付された土地に、新設されたエリス郡の郡庁所在地として、1850年8月に設立された。1871年4月28日に法人化され、1875年に州議会はギャレットまでの鉄道路線を運営する権利を投資家に与え、これにより市の人口は大幅に増加した。
1902年から1942年までの間、トリニティ大学の第2の本拠地があった。トリニティ大学は現在サンアントニオに本部を置いている。
1988年、ワクサハチー周辺の地域は、計画周長87.1kmの、世界最大かつ最も高エネルギーの粒子加速器となる超伝導超大型加速器の建設地として選定された。1993年に議会によってプロジェクトが中止されるまで、17本の立坑が沈められ、23.5kmのトンネルが掘削された。
2020年、アフリカ系アメリカ人としては郡で唯一選出されたカーティス・ポーク・ジュニア法執行官が、裁判所の地下にある「黒人」と書かれた人種差別時代の標識の隣に彼の事務所を置くことに抗議したことで、郡判事トッド・リトルは全米の注目を集めた。リトル判事がポークと協力して別の事務所に異動させたことで、この論争は円満に解決した。

## 気候
ワクサハチー周辺の気候は、夏は暑く湿気が多く、冬は概ね冷涼で穏やかである。ケッペンの気候区分によるとワクサハチーは温暖湿潤気候に属する。

## 人口動態
2020年アメリカ合衆国国勢調査によれば、41,140人、12,522世帯、9,073家族が市に居住している。
| 人種                                       | 人口   | 割合   |
| ------------------------------------------ | ------ | ------ |
| 白人（非ヒスパニック系）                   | 22,174 | 53.9%  |
| ヒスパニック・ラテン系                     | 10,675 | 25.95% |
| アフリカ系（非ヒスパニック系）             | 5,861  | 14.25% |
| アジア系（非ヒスパニック系）               | 353    | 0,86%  |
| 太平洋諸島系（非ヒスパニック系）           | 52     | 0.13%  |
| ネイティブ・アメリカン（非ヒスパニック系） | 153    | 0.37%  |
| その他の人種（非ヒスパニック系）           | 314    | 0.76%  |
| 混血（非ヒスパニック系）                   | 1,558  | 3.79%  |
| 合計                                       | 41,140 |        |

## 経済
市の雇用は製造業の割合が高く、オーウェンス・コーニング、ジョージア・パシフィック、インターナショナル・ペーパー、ジェームス・ハーディ・インダストリーズ、ベリー・グローバル、アメリケース、カーディナル・グラス、マグナブレンド、ダートコンテナ等の事業所がある。

## 芸術・文化

### 文化イベント
スカボロー・ルネッサンス・フェスティバルは、市の南西部で開催されているルネッサンス・フェアである。1981年から続くこのイベントは、毎年4月と5月に開催される。ジンジャーブレッド・トレイル・フェスティバルでは、多くのジンジャーブレッド様式の建築物を巡るツアーが開催される。
イエスの誕生を再現するベツレヘム・リヴィジテッドは、12月初旬にセントラル長老教会の裏で行われる。
テキサスカントリー・レポーターフェスティバルでは、テキサス州全域からアーティスト、職人、音楽、食べ物が集まり、長年にわたってテレビ番組で取り上げられてきた。

### 観光
ワクサハチーの裁判所は精巧なリチャードソン・ロマネスク様式として知られている。ヴィクトリアン様式の建築やジンジャーブレッド様式の家が数多く見られ、いくつかはベッド・アンド・ブレックファストの宿泊施設に改装されている。エリス郡芸術協会は、アート・オン・ザ・スクエアを主催している。

## 公園・レクリエーション
市内には、スプリング・パーク、ゲッツェンダナー記念公園、リチャーズ・パーク、チャップマン・パーク、ブラウン＝シングルトン・パーク等の公園がある。ゲッツェンダナー記念公園には、1902年に建てられた歴史あるシャトークア・オーディトリアムがある。

## 教育
ワクサハチー独立学区が市内を管轄しており、小学校は8校、中学校は3校、高校は2校が市内にある。ワクサハチー独立学区は、すべての学生にバランスの取れた教育を提供することを目指しており、上級進学コースや二重単位コース、さまざまなキャリアやテクノロジーコースを用意している。
ワクサハチー高校は、アメリカンフットボール、バレーボール、バスケットボール、サッカー、野球、ソフトボール、ゴルフ、テニス、吹奏楽、演劇、合唱、ドリルチーム、その他多数の学術チーム・クラブなど、幅広い課外活動を行っている。アメリカンフットボール部は1989年から2010年まで毎年プレーオフに進出した。ワクサハチー グローバル高校は、小規模な学習コミュニティ環境での科学、技術、工学、数学の指導に重点を置いたSTEM教育を行う高校で、2007年8月27日に開校した。
ワクサハチー独立学区の学校のほか、公立チャーター・スクールであるライフ・スクールの第7学年〜第12学年のキャンパスがある。
市内にはコーシカナに本拠を置くコミュニティ・カレッジであるナヴァロ・カレッジと、アッセンブリーズ・オブ・ゴッドと提携している私立の4年制大学であるサウスウェスタン・アッセンブリーズ・オブ・ゴッド大学のキャンパスがある。

## メディア
市で最初の新聞である『ワクサハチー・アーガス』は1870年に創刊された。ワクサハチー・デイリー・ライトは1891年に創刊された。KBECラジオは1955年以来、市と周辺地域にサービスを提供している。

## 交通
- 州間高速道路35号東線は、市の西側を迂回するバイパスとして機能する、南北への高速道路。北のレッドオーク、デソト、ランカスター、ダラス、南のイタリー、ヒルズボロ、ウェーコを結んでいる。
- アメリカ国道287号線は、市の北側を北西から南東方向に通っている。西のミッドロジアン、マンスフィールド、フォートワース、東のエニスを結んでいる。
- アメリカ国道77号線は、ダウンタウンと市の北側を通過し、市内を通る幹線道路として機能している。州間高速道路35号東線と並行しており、市のすぐ外側で州間高速道路と再び接続している。市内の商業施設の多くは高速道路77号線沿いに立ち並んでいる。

## 医療
市内のアルタス救急センターとベイラー・スコット＆ホワイト・ヘルスは救急医療を提供している。2003年から2010年にかけて、市の医療産業の従事者は555人増加した。

## 大衆文化において
- カントリー・ウエスタン歌手を描いた1983年の映画『テンダー・マーシー』の大部分はワクサハチーで撮影された。ブルース・ベレスフォード監督は、都市の美しい要素やビクトリア朝の建築物を意図的に避け、代わりにテキサス州西部によく似た田舎の場所で撮影した。『テンダー・マーシー』で描かれたテキサスの町は具体的に特定される場所ではない。映画にはロバート・デュヴァルが主演し、1983年のアカデミー主演男優賞を受賞した。
- サリー・フィールド主演の1984年の映画『プレイス・イン・ザ・ハート』も市で撮影された。『テンダー・マーシー』とは異なり、この映画は意図的に町の広場で撮影され、地域にまだそのまま残っているビクトリア様式の家やプランテーション時代の建物が使用された。フィールドはこの映画での役柄が評価され、1985年にアカデミー賞主演女優賞を受賞した。
- ジェラルディン・ペイジ主演の1985年の映画『バウンティフルへの旅』も市で撮影された。ペイジは1986年にアカデミー賞主演女優賞を受賞した。
- ケン・ハリソン監督の『1918』は、第一次世界大戦から兵士が帰還した後に発生した深刻なインフルエンザの流行を描いた作品である。この映画には元高校校長で地元の俳優であるL・T・フェルティが市長役に抜擢された。
- 同じくケン・ハリソン監督の『オン・バレンタイン・デー』は、『1918』も含まれるホートン・フートの半自伝的三部作の中心となる作品である。彼の舞台劇とセット、衣装がほぼそのまま再現されている。
- ドルフ・ラングレン主演の『バトル・ライダー』（原題：Missionary Man）は、ダウンタウンのロジャーズ・ホテル周辺で撮影された。
- チャック・ノリス主演のテレビドラマ『炎のテキサス・レンジャー』、『プリズン・ブレイク』、1967年の映画『俺たちに明日はない』の一部シーンも市で撮影された[13]。
- 2021年、ミランダ・ランバート、ジョン・ランドールとジャック・イングラムのアコースティックアルバム『The Marfa Tapes』には、市にちなんだ『Waxahachie』という曲が収録されている。その後、2022年にランバートのソロアルバム『パロミノ』に収録するため、再度録音された[14]。

## 著名な出身者
- ロバート・ベントン - 映画監督、脚本家、映画プロデューサー
- テヴィン・キャンベル - シンガーソングライター
- フレデリック・フォレスト - 俳優
- ベッシー・コールマン - 黒人女性初のパイロット
- デズモンド・メイソン - バスケットボール選手
- ディック・マードック - プロレスラー
- キラー・ブルックス - プロレスラー
- バイロン・ネルソン - プロゴルファー
- モリス・カークシー - 陸上選手